# Ctenucha corvina
Ctenucha corvina är en fjärilsart som beskrevs av Jean Baptiste Boisduval 1869. Ctenucha corvina ingår i släktet Ctenucha och familjen björnspinnare. Inga underarter finns listade i Catalogue of Life.